# 전태현 (야구 선수)
전태현(2006년 3월 2일 ~ )은 KBO 리그 키움 히어로즈의 내야수이다.

## 키움 히어로즈시절
2025년에 입단하였다. 2025년 3월 22일 삼성 라이온즈와의 경기에 출전하며 데뷔 첫 경기를 치렀고, 경기에서 1타수 1안타 1득점을 기록하였다.

## 출신 학교
- 양덕초등학교
- 마산동중학교
- 마산용마고등학교